# Гривочки (аэродром)
Аэродром Гривочки, иногда упоминаемый как аэродром Дно (нем. FlugPlatz Dno — Griwotschki) — военный аэродром во время Великой Отечественной войны.

## История
Аэродром расположен в 5 км южнее города Дно Дновского района Псковской области.
В период Советско-финляндской войны с в 1939 по 1940 гг. на аэродроме базировались части ВВС 7-й армии:
- 9-й штурмовой авиационный полк: 4 АЭ на самолётах И-15бис;
- 31-й легко-бомбардировочный авиационный полк на самолётах P-Z и Р-5ССС;
- 3-й легко-бомбардировочный авиационный полк на самолётах P-Z.

Гривочки был аэродромом ВВС СССР перед Великой Отечественной войной. К началу войны базировался 65-й штурмовой авиационный полк (1-го формирования) (переформированный 9-й штурмовой авиационный полк), в первый период войны — 159-й истребительный авиационный полк, 166-й гвардейский штурмовой авиационный полк, 241-й штурмовой авиационный полк.
В июле 1941 года был захвачен немецкими войсками, реконструирован в качестве аэродрома люфтваффе и использовался вплоть до самого отступления немцев в 1944 году.
15 марта 1943 года на аэродром был совершен налет силами 202-го сбап 263-й бад. По данным фотоконтроля на аэродроме было уничтожено не менее 20 самолётов. После этого бомбового удара активность действий авиации противника значительно снизилась.
С мая 1944 года на аэродроме базируются истребительные авиационные полки ПВО 124-й истребительной авиационной дивизии ПВО на самолётах Як-7б, Як-9 и Харрикейн. Дивизия выполняла боевую задачу по обороне железнодорожных узлов и перегонов. Во взаимодействии со средствами ПВО 16-й Отдельной бригады, 2-го корпуса ПВО и 3-го Прибалтийского фронта дивизия обороняла от налетов авиации противника железнодорожные узлы Чудово, Окуловка, Угловка, Бологое, Валдай, железнодорожные участки Бологое-Чудово, Бологое-Бежецк, Бологое-Лихославль, Бологое-Осташков, мосты через реки Волхов и Мста.